# Jonathan Boxill
Jonathan Boxill (* 25. April 1989 in Bracknell, England) ist ein britischer Eishockeyspieler, der seit Juni 2017 bei den Milton Keynes Lightning in der Elite Ice Hockey League unter Vertrag steht. Seine Cousins Thomas Boxill und Michael Boxill Knutsen spielen in Norwegen ebenfalls professionell Eishockey.

## Karriere
Jonathan Boxill begann seine Karriere als Eishockeyspieler bei verschiedenen Nachwuchsteams in Swindon. Für die dortigen Wildcats debütierte er im Alter von nur 15 Jahren in der English Premier Ice Hockey League. Anschließend zog es ihn in die Vereinigten Staaten, wo er zunächst vier Jahre für das Team der Northwood Preparation School in der United States High School League spielte und anschließend beim New England College in der Division III der National Collegiate Athletic Association aktiv war. 2013 kehrte er nach England zurück und spielte zunächst für die Nottingham Panthers in der Elite Ice Hockey League, mit denen er 2013 den Challenge Cup gewinnen konnte. Den Sommer 2015 verbrachte er in Australien, wo er bei Adelaide Adrenaline in der Australian Ice Hockey League spielte. Anschließend kehrte er in die Elite Ice Hockey League zurück und spielte dort zwei Jahre für die Belfast Giants. 2017 wechselte er zum Liganeuling Milton Keynes Lightning.

### International
Für Großbritannien nahm Boxill im Juniorenbereich an den U18-Weltmeisterschaften 2006 in der Division II und 2007 in der Division I teil. 
Im Seniorenbereich stand er im Aufgebot seines Landes bei den Weltmeisterschaften der Division I 2015 und 2016. Zudem stand er für seine Farben bei der Olympiaqualifikation für die Winterspiele 2018 in Pyeongchang auf dem Eis.

## Erfolge und Auszeichnungen
- 2006 Aufstieg in die Division I bei der U18-Weltmeisterschaft der Division II, Gruppe B
- 2013 Challenge-Cup-Sieger mit den Nottingham Panthers

## Statistik
(Stand: Ende der Saison 2017/18)